# أنجيلا آشر
أنجيلا آشر هي ممثلة كندية، ولدت في القرن العشرين في كندا.

## وصلات خارجية
- أنجيلا آشر على موقع IMDb (الإنجليزية)
- أنجيلا آشر على موقع قاعدة بيانات الفيلم (الإنجليزية)